# Gorges (Adelsgeschlecht)
Die Familie Gorges war eine anglonormannische Familie mit Ländereien im Südwesten Englands.
Die Familie lässt sich zurückverfolgen zu Ranolph de Gorges. Dieser stammte aus dem Weiler Gorges im heutigen Département Manche in der Normandie, nach dem die Familie benannt ist, und nahm 1066 an der normannischen Eroberung Englands teil. Seine Familie erwarb in der Folgezeit die Herrenhäuser von Wraxall in Somerset, Bradpole in Dorset sowie weitere Anwesen in England, auf der Isle of Wight und in Irland.
Mitglieder der Familie hatten folgende Adelstitel inne:
- Baron Gorges (Peerage of England, 1309–1344)[2]
- Baron Gorges of Dundalk (Peerage of Ireland, 1620–1712)[2]
- Gorges Baronet, of Langford (Baronetage of England, 1611–1712)[2]
- Gorges-Meredyth Baronet, of Catharines Grove (Baronetage of Ireland, 1787–1821)

Bekannte Vertreter der Familie:
- Ralph de Gorges, 1. Baron Gorges († 1323) war Gutsherr von Wraxall und Marschall des königlichen Heeres in der Gascogne.[2]
- Thomas Gorges (1536 – 30. März 1610), Sohn von Sir Edward Gorges of Wraxall. Er war Höfling und Cousin zweiten Grades von Königin Anne Boleyn, der Mutter von Königin Elizabeth I.
- Sir Tristram Gorges (1562–1608) war Kapitän zur See unter dem Kommando von Sir Francis Drake. Er kämpfte gegen die spanische Armada.
- Sir Ferdinando Gorges (um 1568–1647), der „Vater der englischen Kolonisation in Nordamerika“ war ein früher englischer Kolonialist und Gründer der Provinz Maine im Jahre 1622.
- Sir Arthur Gorges (1569–1625) war Dichter, Übersetzer und Höfling.
- Edward Gorges, 1. Baron Gorges of Dundalk (um 1582–um 1650), Thomas’ Sohn, war Gutsherr von Longford in Wiltshire und Dundalk im County Louth.
- Edward Gorges (1631–1708) war Knight of the Shire für Somerset.
- Samuel Gorges (1635–1686), Edwards Bruder, war Richter am Court of Common Pleas (Irland).
- Sir Richard Gorges-Meredyth, 1. Baronet (1735–1821), Abgeordneter des Irish House of Commons für Enniskillen und Naas.